# Sitio de Interés Biológico y Ecológico de Marruecos

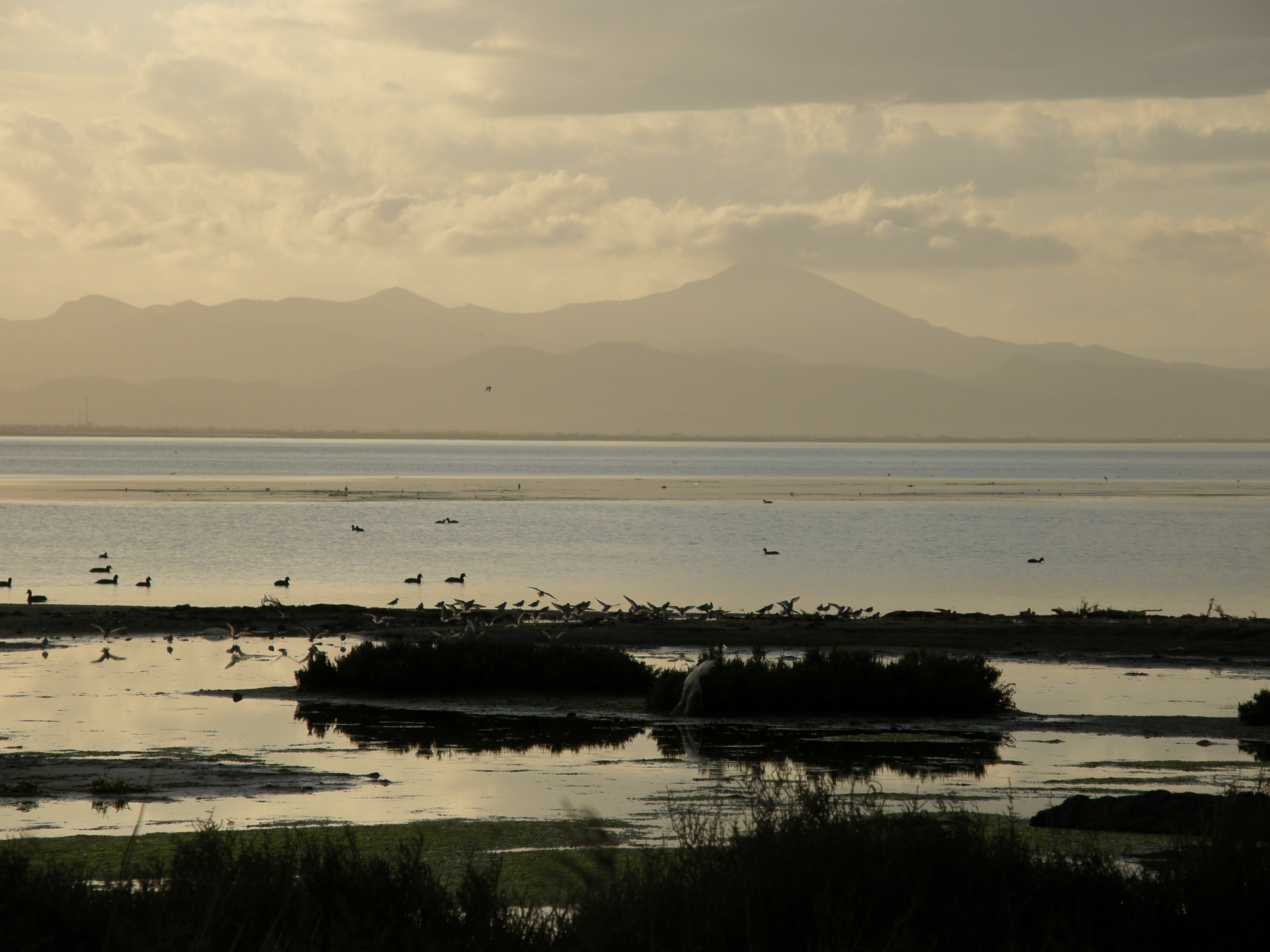
Mar Chica, sitio incluido en la lista de SIBE.

Un Sitio de Interés Biológico y Ecológico (SIBE) es el sistema marroquí de identificación de zonas de importancia para la conservación de la biodiversidad y de los ecosistemas más valiosos y representativos de Marruecos.
Aunque en principio el listado se basó en áreas ya protegidas, pero se totalizaron 160 sitios, la mayor parte de los cuales se instituyeron como reservas permanentes de caza, para dotarles de algún estatus legal. 
En la legislación vigente en Marruecos en los años 1990 no existía más figura de protección que la de parque nacional, lo que hacía inviable otorgar una categoría a estas zonas. En 2010 está pendiente la publicación de una ley de espacios protegidos que definirá las figuras adecuadas compatibles con las categorías de la Unión Internacional para la Conservación de la Naturaleza para cada tipo de sitio.